# Fröken på Björneborg
Fröken på Björneborg är en svensk film från 1922 regisserad av Gustaf Edgren.

## Om filmen
Filmen premiärvisades 30 oktober 1922 i Kristinehamn och Arvika. Den var den dåvarande journalisten Gustaf Edgrens debut som filmregissör och den spelades in utan ateljéresurser och alla scener uppges vara tagna på Björneborgs herrgård samt exteriörscener i Kristinehamn, Södermalm och Kungsholmen i Stockholm under sommaren 1922. För foto och klippning svarade Adrian Bjurman.

## Rollista i urval
- Rosa Tillman – Ann-Mari Löfvenholm
- Wictor Hagman – Halvar Segerstedt, student
- Fridolf Rhudin-  Baron Emil Hökenklou
- Henning Ohlsson – Johan Alfred Karlsson, fördräng
- Edit Ernholm – Lotta, mjölksurra
- Elsa Wallin – Elsie
- Carl Striboltz – Löfvenholm, godsägare
- Ester Nyberg – Fru Löfvenholm
- Anders Larsson – Anders, drängpojke
- Agnes Olsson – Stina på Höjden
- Naemi Pettersson – Malena, trotjänarinn